# José Peirats Valls

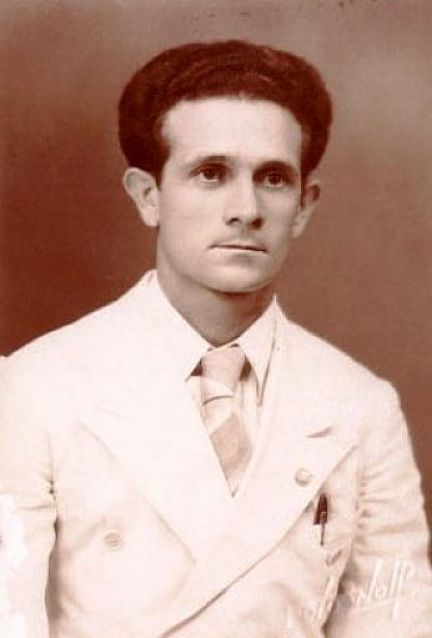
Porträt um 1944

José Peirats Valls (* 15. März 1908 in La Vall d’Uixó; † 20. August 1989 in Burriana) war ein spanischer Anarchist, Kämpfer im spanischen Bürgerkrieg, Aktivist, Journalist und Historiker.

## Biografie
Peirats wurde in der Provinz Castellón geboren. Seine Familie zog mit ihm nach Barcelona, wovon sie sich ein besseres Leben erhofften. Bereits im Alter von acht Jahren begann er zu arbeiten, die Schule besuchte er nur gelegentlich, bis seine Lernmotivation an einer Ferrer-Schule geweckt wurde. Mit 14 Jahren begann er eine Lehre in einer Ziegelei und trat zeitgleich der Confederación Nacional del Trabajo (CNT) ein. Ab 1924 besuchte er regelmäßig eine Abendschule.
1932 war er Mitgründer der libertären Jugend Federación Ibérica de Juventudes Libertarias (FIJL) in Katalonien. Peirats interessierte sich sehr für die Bildungsarbeit in Bibliotheken und Kulturvereinen (ateneos), da er sie als bedeutsam für die Schaffung eines anarchistischen Bewusstsein betrachtete. 1959 unterstützte er die Gründung des Ateneo Español in Toulouse.
1933 war Peirats Sekretär der barcelonischen Gliederung der Federación Anarquista Ibérica (FAI), dem Dachverband anarchistischer Organisationen Spaniens. Von 1934 bis 1936 war er Redakteur der Zeitschrift Solidaridad Obrera ('Arbeitersolidarität') tätig. Außerdem schrieb er für Tierra y Libertad, La Revista Blanca, Acratia und Ética. Als CNT-Mitglied organisierte er Streiks, arbeitete in Komitees und verfasste politische Texte.
In den Julitagen 1936, zu Beginn des Bürgerkrieges, beschlagnahmten Peirats und andere Anarchisten in L’Hospitalet de Llobregat Waffen, nachdem beschlossen wurde, das Zentrum Barcelonas zu besetzen. Anschließend repräsentierte er die FAI kurzzeitig im Revolutionskomitee der Stadt und vergesellschaftete die Nahrungsmittelvergabe. Anschließend wechselte er beruflich zur Zeitschrift Ruta der libertären Jugend. Gegen Ende 1937 kämpfte Peirats freiwillig an der Front in Aragon in der Kolonne Durutti und ging nach dem Sieg Francos, dem Untergang der Spanischen Republik, ins Exil.
Von 1939 bis 1947 bereiste er die dominikanische Republik, Ecuador, Panama und Venezuela und arbeitete in den Ländern als Bauer, Seefahrer, Eisverkäufer und Fotograf. 1947 nahm er als venezolanischer Delegierter am Kongress der Spanischen Libertären Bewegung teil und wurde zum Generalsekretär der libertären Bewegung im Exil (Movimiento Libertario Español, MLE) gewählt, woraufhin er sich in Frankreich niederließ. Im gleichen Jahr nahm er an einem geheimen Treffen der Bewegung in Madrid teil, die in Spanien nur im Untergrund agieren konnte.
Von 1953 bis 1959 war er Herausgeber der Wochenzeitschrift CNT. Als Historiker veröffentlichte Peirats die dreibändige Studie La CNT en la revolución española über die libertäre Bewegung während des spanischen Bürgerkriegs, die 2005/06 erstmals auf Englisch erschien.
In den 1960ern entfernte er sich zunehmend von der Organisation.
Für die Frente Libertario, die Fernando Gómez Peláez von 1970 bis 1977 herausgab, schrieb er regelmäßig.
Mit seiner Gefährtin Gracia Ventura lebte er seit 1971 in der Villa Canaima in Montady nahe Béziers. 1983 zogen sie gemeinsam nach La Vall d’Uixó.
(Quellen:)

## Werke (Auswahl)
Seine Briefe, Notizen, historischen Dokumente und wissenschaftlichen Arbeiten befinden sich seit 2001 beim International Institute of Social History in Amsterdam.
- La CNT en la revolución española (Drei Bände, 1951–1953)
- Breve Storia del Sindicalism Spagnolo (1962)
- Anarchists in the Spanish Revolution. London: Freedom Press, 1990.
- The CNT in the Spanish Revolution. ChristieBooks, Volume 1, 2 and 3. Hastings, 2005 and 2006.

Über José Peiras erschien 2015 das Buch Vivir la anarquía, vivir la utopía: José Peirats y la historia del anarcosindicalismo español von Chris Ealham, ISBN 978-84-9104-221-1, Alianza Ensayo.